# 263251 Pandabear
263251 Pandabear este un asteroid din centura principală, descoperit pe 6 ianuarie 2008, de Paul A. Wiegert.